# Oberbodnitz
Oberbodnitz es un municipio situado en el distrito de Saale-Holzland, en el estado federado de Turingia (Alemania). Tiene una población estimada, a fines de 2020, de 230 habitantes.
Forma parte de la comunidad de municipios (en alemán, verwaltungsgemeinschaft) de Hügelland/Täler.
Está ubicado a poca distancia al sur de la frontera con el estado de Sajonia-Anhalt y cerca de la ciudad de Jena.